# Raymond Bigot
Pour les articles homonymes, voir Bigot.
 (mars 2018).
Raymond Bigot est un sculpteur animalier, peintre français, né à Orbec le 17 mai 1872 et mort à Équemauville le 26 avril 1953.

## Biographie
Raymond Bigot est né à Orbec dans le Cavlados le 17 mai 1872.
En 1885, Raymond Bigot travaille comme apprenti sculpteur chez un ébéniste d’Orbec, le père Hardouin, auquel il vouera une admiration profonde toute sa vie. Il prend ensuite des cours à l’École des arts décoratifs de Paris où il perfectionne son dessin et son modelage. En 1911, il revient à Honfleur dans sa propriété nommée « La Hulotte », en hommage à son oiseau préféré. 
Mobilisé en 1914, il est nommé garde-voie et passe beaucoup de temps à dessiner. Il expose à San Francisco et Barcelone durant la Première Guerre mondiale. 
Il participe à diverses expositions en Europe et en Amérique. Il expose au Salon d’automne en 1907, puis au Salon des Tuileries entre 1923 et 1927. En 1925, il recevra le grand prix de l’Exposition des Arts décoratifs.
Il est le frère de l'architecte Paul Bigot (1870-1942).

## Œuvres
- Caen, place Foch : Monument aux morts, 1927, bas-relief en collaboration avec Alphonse Saladin, la statue étant réalisée par Henri Bouchard, l'architecture est de Paul Bigot. Le bas-relief représentant un coq terrassant un aigle allemand a été détruit pendant la Seconde Guerre mondiale. En 1961, le sculpteur Ulysse Gémignani le remplace par un bas-relief s'inspirant de l'œuvre de Raymond Bigot.
- Aigle Royal, Musée Alfred-Canel à Pont-Audemer.